# Arrocera Rincón
Arrocera Rincón ist eine Ortschaft im Osten Uruguays.

## Geographie
Der Ort befindet sich auf dem Gebiet des Departamento Treinta y Tres in dessen Sektor 3. Arrocera Rincón liegt nordöstlich von Arrocera San Fernando nahe der Grenze zum Nachbardepartamento Cerro Largo.

## Einwohner
Arrocera Rincón hatte bei der Volkszählung im Jahre 2011 62 Einwohner, davon 33 männliche und 29 weibliche. Bei den vorhergehenden Volkszählungen von 1963 bis 2004 wurden für den Ort keine statistischen Daten erfasst.
| Jahr | Einwohner |
| ---- | --------- |
| 1996 | -         |
| 2004 | -         |
| 2011 | 62        |

Quelle: Instituto Nacional de Estadística de Uruguay